# Bromsberget
Bromsberget är ett naturreservat i Smedjebackens kommun i Dalarnas län.
Området är naturskyddat sedan 2011 och är 28 hektar stort. Reservatet består av lövskog med inslag av ädellövträd och också gran.